# Шпион, пришедший с холода (фильм)
«Шпион, пришедший с холода» (англ. The Spy Who Came in from the Cold) — экранизация одноимённого бестселлера Джона Ле Карре, осуществлённая постановщиком Мартином Риттом в 1965 году. Главные роли исполнили Ричард Бёртон и Клэр Блум.
Производство картины затрудняло множество событий: напряжённые отношения между исполнителем главной роли Бёртоном и его супругой, ключевой голливудской звездой того времени Элизабет Тейлор, многочисленные ссоры Бёртона и Ритта.
Лента получила две номинации на премию «Оскар» (за актёрскую работу Бёртона и декорации), премию «Золотой глобус» за актёрскую работу Оскара Вернера, была включена в список десяти лучших фильмов года по версии Национального совета кинокритиков США.

## Сюжет
Западный Берлин, офис отделения МИ-6 «Цирк». Дела агентов под управлением резидента Алека Лимаса (Ричард Бёртон) идут из рук вон плохо. После гибели Карла Римека, подчинённого Лимаса, его срочно вызывают в Лондон. Глава МИ-6 «Контроль» (Сирил Кьюсак) начинает масштабную секретную операцию по внедрению Лимаса в Главное разведывательное бюро ГДР под видом перебежчика. Для прикрытия Лимаса понижают в должности, он становится раздражённым и подавленным, прикладывается к бутылке. Он увольняется из разведки, и оказывается безработным, испытывает денежные трудности. В библиотеке, где Алек временно подрабатывает, он знакомится с наивной коммунисткой Нэн Перри (Клэр Блум), с которой у него завязывается роман.
Лимас инсценирует запой, избивает продавца в лавке возле своего дома и попадает в тюрьму. После освобождения его находят агенты спецслужб ГДР. Они предлагают ему работу в некоем информационном агентстве. Для этого Лимас соглашается выехать на две недели в Нидерланды. Высокопоставленный сотрудник разведки Смайли отслеживает его перемещения. Лимаса допрашивает агент разведки ГДР Питерс (Сэм Уонамейкер), который обещает достойную оплату за раскрытие основных секретов резидентуры МИ-6. Лимас рассказывает о схеме финансирования агентов МИ-6 в Европе. В это время Нэнси Перри как активистке партии неожиданно предлагают поездку в Восточную Германию.
Встречи Лимаса с Питерсом переходят из Нидерландов в ГДР, где за британца берётся Фидлер (Оскар Вернер), помощник главы восточногерманской разведки Ганса-Дитера Мундта (Петер ван Эйк). Он ненавидит Мундта, подозревает его в предательстве и считает что Алек обладает необходимой для этого следствия информацией. Однако Лимас отказывается признать, что разведка могла иметь в Берлине агента и не поставить его, главу берлинского отделения, в известность об этом. Это только подкрепляет подозрения Фидлера. Когда Мундт выясняет, что Фидлер собирает компромат у него за спиной, он приказывает арестовать и Лимаса, и Фидлера. Однако на следующий день Фидлер с помощью представителей высшего руководства ГДР арестовывает Мундта.
Трибунал судит Мундта по обвинениям Фидлера. Лимас выступает в качестве ключевого свидетеля. Однако неожиданно для него в зал трибунала вводят Нэнси. После продолжительного заседания адвокат Мундта (Иржи Восковец) с помощью её показаний доказывает, что Алек получил инструкции непосредственно от Смайли. Следовательно, ему был дан приказ внедриться в разведслужбу ГДР, чтобы дискредитировать Мундта, и он действует в качестве британского агента и сейчас. Репутация Мундта восстановлена, а Фидлера ждёт следствие с обвинением в пособничестве врагу.
Лимас, полагая, что провалил миссию, ждёт казни, однако догадывается, что Фидлер был прав, и Мундт действительно работает на МИ-6 за вознаграждение. Ночью Мундт освобождает из своих камер Алека и Нэнси и предоставляет им машину. Он подтверждает, что Фидлер был прав, а вся операция была затеяна для дискредитации Фидлера. Мундт ненавидит Фидлера как еврея, а британской разведке нужно убрать Фидлера, чтобы спасти Мундта.
Алек и Нэнси добираются на автомобиле до Берлинской стены. По пути он рассказывает ей всю схему операции, о сути которой он догадался после трибунала. Нэнси пытается перелезть через Стену, но её убивает предоставленный Мундтом проводник. Лимас видит, что с той стороны Стены его встречает Смайли, но колеблется, не может оставить Нэнси и тоже погибает.

## В ролях
| Актёр          | Роль                  |
| -------------- | --------------------- |
| Ричард Бёртон  | Алек Лимас            |
| Клэр Блум      | Нэн Перри             |
| Оскар Вернер   | агент Фидлер          |
| Питер ван Эйк  | Ганс-Дитер Мундт      |
| Иржи Восковец  | адвокат Мундта        |
| Сэм Уонамейкер | агент Питерс          |
| Сирил Кьюсак   | глава МИ-6 «Контроль» |
| Руперт Дэвис   | Джордж Смайли         |
| Майкл Хордерн  | Эш                    |
| Роберт Харди   | Дик Карлтон           |
| Бернард Ли     | Пэтмор                |

## Создание
К 1965 году, когда режиссёр Мартин Ритт принялся за создание своего следующего фильма, в США было продано пять миллионов копий шпионского романа-бестселлера Джона Ле Карре «Шпион, пришедший с холода». Книга поразила Ритта своим «реалистичным показом шпионских методов с обеих сторон» и вскоре была начата подготовка к съёмкам.
Нетерпеливость Ритта была подогрета тем, что он собирался поставить шпионскую притчу, которая всколыхнёт цепочку романтических шпионских триллеров, так популярных в 1960-х годах: «Доктор Ноу», «Из России с любовью», «Голдфингер» и так далее. Режиссёр решил выступить не только в качестве режиссёра, но и впервые спродюсировать собственный фильм.

Ритт и Бёртон на съёмочной площадке

На роль Лимаса Ритт решил позвать Пола Ньюмана, только что снявшегося у него в эпической драме «Хад». Написать сценарий Ритт попросил именитого драматурга Джона Осборна, но тот отказался, заметив, что был привлечён «превосходным мрачным материалом», но его оттолкнуло присутствие смазливого Ньюмана в столь серьёзной роли. Тогда режиссёр заменил Ньюмана Бертом Ланкастером, но тот не смог сыграть Лимаса из-за участия в других проектах. Окончательным вариантом Ритта был британец Ричард Бёртон. Постановщику пришлось тяжело потрудиться, чтобы убедить Paramount Pictures в утверждении Бёртона на роль и принятии его гонорара размером в 750 тысяч долларов.
Ритт вспоминал, что было нелегко сделать из суперзвезды безликого шпиона: «Мы тяжело поработали, чтобы слегка снизить его выдающийся голос, дерзкий характер и романтическую ауру». Режиссёр также был крайне недоволен алкоголизмом Бёртона и ревнивым отношением к нему его супруги, не менее известной Элизабет Тейлор. Зная, что между Бёртоном и его партнёршей Клэр Блум ранее был роман, Тэйлор не допускала между ними на площадке даже дружбы. «Бёртон был под 24-часовым наблюдением. Она контролировала каждое подмигивание» — писал биограф актёра Мелвин Брагг.
Ритт никак не мог сдружиться с Бёртоном, ситуация с ним напоминала ему проблемы с Орсоном Уэллсом на съёмках «Долгого жаркого лета». Сначала Ритта не устраивало, что Бёртон произносит свои реплики слишком громко, затем его чрезмерное увлечение супругой, присутствовавшей на площадке. Невзирая на все неурядицы, возникавшие в их отношениях, Ритт позже отзывался о Бёртоне как о «необъятной личности».
Основные съёмки фильма проводились в зимней Ирландии, близ Уиклоу, дабы запечатлеть мрачную атмосферу, которую Ритт так жаждал, для чего решил снимать на чёрно-белую плёнку. «Я хотел дождя или серости в каждой сцене, никакого солнца» — говорил режиссёр. Остальные сцены снимались на Трафальгарской площади, киностудии Ardmore Studios и немецкой общине Гармиш-Партенкирхен.
Дополнительные трудности возникали с финалом фильма — студия настаивала на хэппи-энде, который пошёл бы вразрез с окончанием романа. Помимо этого, некоторые представители студии ругали картину за то, что она была перенасыщена диалогами, ей недоставало развития сюжета. Ритт сумел вырвать у компании тот финал, которого хотел он сам.
Люди хвалили меня за мою проницательность, я заранее учуял бестселлер. Но я никогда не мечтал о том, что это будет такой крупный успех. Думал, может, сделаю приятный, маленький, безуспешный в сборах, но хороший фильм. До сих пор поражаюсь, как его приняли.Мартин Ритт

## Анализ
Фильм стал альтернативой гламурному сериалу о Джеймсе Бонде, создающему искажённое и почти карикатурное представление о разведке.
Ключевой антагонист ленты не Мундт, не Фидлер, а «холодная война» как она есть. Британцы и немцы показаны в ней скорее одинаковыми, нежели разными. В международном шпионском деле нет хороших и плохих парней, только подлость, обвинения, предательства и убийства.
В «Шпионе, пришедшем с холода» Лимаса подставляют не коммунисты, а свои же люди — британцы. В монологе к Нэнси Алек обращается как бы и к зрителю: «Кто такие шпионы, по-твоему? Философы, живущие по учениям Господа или Карла Маркса? Ничего подобного. Это кучка жалких ублюдков, вроде меня, неудачники, пьяницы, играющие в ковбоев и индейцев, чтобы скрасить свою паршивую жизнь. По-твоему, они задумываются, где чёрное, а где белое?»
Финал картины показывает, что Лимас просто устал от «холодной войны». Он понимает, что случится с ним, и бросается обратно за мёртвой Нэнси, невзирая на то, что так и не развил с ней близких отношений. Его поступок — совершенное отступничество. Его убивают немецкие агенты и, таким образом, Лимас становится «шпионом, пришедшим с холода».
Некоторыми кинокритиками фильм считается одним из лучших и самых достоверных шпионских фильмов в истории.

## Награды
Фильм получил множество наград, в том числе 2 номинации на Оскар:
| Награды и номинации                       | Награды и номинации                                          | Награды и номинации   | Награды и номинации                             | Награды и номинации |
| Награда                                   | Категория                                                    | Номинант              | Результат                                       |                     |
| ----------------------------------------- | ------------------------------------------------------------ | --------------------- | ----------------------------------------------- | ------------------- |
| «Оскар»                                   | «Лучшая мужская роль»                                        | Ричард Бёртон         | Номинация                                       |                     |
| «Оскар»                                   | «Лучшие декорации в чёрно-белом фильме»                      |                       | Номинация                                       |                     |
| «Золотой глобус»                          | «Лучшая мужская роль второго плана»                          | Оскар Вернер          | Победа                                          |                     |
| Премия Британской киноакадемии            | «Лучший фильм»                                               |                       | Номинация                                       |                     |
| Премия Британской киноакадемии            | «Лучший британский фильм»                                    |                       | Победа                                          |                     |
| Премия Британской киноакадемии            | «Лучший британский актёр»                                    | Ричард Бёртон         | Победа (также за «Кто боится Вирджинии Вульф?») |                     |
| Премия Британской киноакадемии            | «Лучший иностранный актёр»                                   | Оскар Вернер          | Номинация                                       |                     |
| Премия Британской киноакадемии            | «Лучшая операторская работа в британском чёрно-белом фильме» | Освальд Моррис        | Победа                                          |                     |
| Премия Британской киноакадемии            | «Лучшие декорации в британском чёрно-белом фильме»           | Тамби Ларсен          | Победа                                          |                     |
| Премия общества операторов Великобритании | «Лучшая операторская работа»                                 | Освальд Моррис        | Победа                                          |                     |
| «Давид ди Донателло»                      | «Лучший иностранный актёр»                                   | Ричард Бёртон         | Победа                                          |                     |
| Премия имени Эдгара Аллана По             | «Лучший фильм»                                               |                       | Победа                                          |                     |
| «Лоурел»                                  | «Лучший драматический актёр»                                 | Ричард Бёртон         | Победа                                          |                     |
| Национальный совет кинокритиков США       | «10 лучших фильмов года»                                     |                       | Победа                                          |                     |
| Премия Гильдии сценаристов США            | «Лучший драматический сценарий»                              | Пол Дэйн, Гай Троспер | Номинация                                       |                     |